# Heteropoda ignichelis
Heteropoda ignichelis là một loài nhện trong họ Sparassidae.
Loài này thuộc chi Heteropoda. Heteropoda ignichelis được Eugène Simon miêu tả năm 1880.